# 突觸小泡蛋白
突觸小泡蛋白（英語：synaptobrevins，synaptobrevin isotypes 1-2）是分泌囊泡的小膜嵌入蛋白，分子量為18千道爾頓(kDa)，是囊泡相關膜蛋白(VAMP) 家族的一部分。     
Synaptobrevin是參與SNARE複合體形成的SNARE蛋白之一。

## 結構
在核心SNARE複合體的四個α螺旋當中：
- 一個由synaptobrevin貢獻
- 一個由syntaxin貢獻
- 兩個由SNAP-25（在神經元中）貢獻。

## 功能
SNARE蛋白是驅動胞吐作用中膜融合分子機制的關鍵組分。然而，他們的功能受到多種調節性蛋白（整體叫做SNARE master）的微調。

## 分類
在用於SNARE蛋白的Q/R命名法中，VAMP/synaptobrevin 家族成員被歸類為R-SNAREs ，因為在蛋白質一級結構序列中的特定位置存在精氨酸而得名（與Q-SNAREs相對。他們是位於標的細胞膜上的SNARE，含有谷氨酸）。 Synaptobrevin 在 V/T 命名法中被歸類為V-SNARE。V/T命名法是另一種分類方法，以SNARE的位置歸類：V-SNAREs位於囊泡上；T-SNAREs 位於標的細胞膜上。

## 臨床重要性
Synaptobrevin會被破傷風痙攣蛋白（一種來自破傷風桿菌的蛋白質，可引起破傷風）降解。
肉毒桿菌（Clostridium botulinum）製造肉毒桿菌毒素，其各種血清型會切下特定神經SNARE蛋白上特定的肽鍵，而Synaptobrevin正是某些血清型的標的蛋白。

## 含有該結構域的人類蛋白
SEC22A ; SEC22B ; SYBL1 ; VAMP1；VAMP2 ；VAMP3 ；VAMP4；VAMP5；VAMP8 ；YKT6